# Ardenais
Ardenais è un comune francese di 203 abitanti situato nel dipartimento del Cher, nella regione del Centro-Valle della Loira.

## Storia

### Simboli
Il pastorale è attributo di san Sulpizio, patrono della parrocchia; il palo di verde rappresenta la Méridienne Verte e la spiga di grano l'agricoltura; l'elmo romano simboleggia l'antica strada romana che attraversava il comune. La stella proviene dallo stemma della famiglia De Laize e il leone da quello della famiglia De Panévinon. La fascia ondata azzurra evoca il fiume Arnon che bagna il comune.

## Società

### Evoluzione demografica
Abitanti censiti